# George Bowers
George Bowers   (Bronx, 20 d'abril de 1944 - Cedars-Sinai Medical Center, 18 d'agost de 2012) va ser un director de cinema, editor i productor de cinema nord-americà. Va tenir prop de trenta crèdits com a editor de llargmetratges en una carrera de gairebé quaranta anys.
Bowers va néixer al Bronx, Nova York. Després de graduar-se a l'escola secundària, va començar la seva carrera d'edició sota la tutela de Hugh Robertson, que és conegut com un dels primers afroamericans a obtenir la pertinença al Motion Picture Editors Guild. Va començar a treballar com a ajudant d'editor a ABC directament des de l'escola secundària, i després del servei militar va treballar per a l'empresa de Robertson Byro Productions. El seu primer crèdit com a muntador al llargmetratge. va ser per a la pel·lícula de televisió ... And Beautiful II (1970).
Com a editor, els crèdits al llargmetratge de Bowers abasten els anys des de 1970 fins a la seva darrera pel·lícula el 2008. Va treballar àmpliament amb els directors Joseph Ruben i Penny Marshall, inclosa A League of Their Own (Marshall–1992) i The Stepfather (Ruben–1987). Bowers va ser mentor d'editors més joves, com ara Sam Pollard, que ha editat diverses de les pel·lícules del director Spike Lee.
Com a director, Bowers ha dirigit pel·lícules com Private Resort (1985) amb Johnny Depp i Rob Morrow, i La professora particular (1983) amb Crispin Glover.
Bowers va morir per complicacions relacionades amb la cirurgia cardíaca el 18 d'agost de 2012 al Cedars-Sinai Medical Center a Los Angeles, Califòrnia; tenia 68 anys. Bowers havia estat seleccionat com a membre de l'Acadèmia de les Arts i les Ciències Cinematogràfiques i dels American Cinema Editors.

## Filmografia com a editor
- Welcome Home Roscoe Jenkins (amb Paul Millspaugh—2008)
- Roll Bounce (amb Paul Millspaugh-2005)
- Walking Tall (2004)
- The Country Bears (amb Seth Flaum and Dean Holland-2002)
- From Hell (amb Dan Lebental-2001)
- Deuce Bigalow: Male Gigolo (amb Lawrence Jordan i Doron Shauly-1999)
- How Stella Got Her Groove Back (1998)
- The Preacher's Wife (amb Stephen A. Rotter-1996)
- Money Train (amb Bill Pankow-1995)
- Renaissance Man (1994)
- The Good Son (1993)
- A League of Their Own (1992)
- Sleeping with the Enemy (1991)
- Harlem Nights (1989)
- True Believer (1989)
- Shoot to Kill (1988)
- She's Having a Baby (additional editor-1988)
- The Stepfather (1987)
- The Adventures of Buckaroo Banzai Across the 8th Dimension (1984)
- The Beach Girls (1982)
- Galaxina (1980)
- Van Nuys Blvd. (1979)
- Cool Red (1976)
- The Pom Pom Girls (1976)
- The Sister-in-Law (1974)
- Save the Children (1973)
- Come Back Charleston Blue (amb Gerald B. Greenberg-1972)
- A Fable (1971)
- ...And Beautiful II (1970)

## Filmografia com a director
- Private Resort (1985)
- La professora particular (1983)
- Body and Soul (1981)
- The Hearse (1980)[6]
- Dukes of Hazzard (1979) – episodis desconeguts
- Vegetable Soup (1976) – episodis desconeguts